# 祖安胡年省

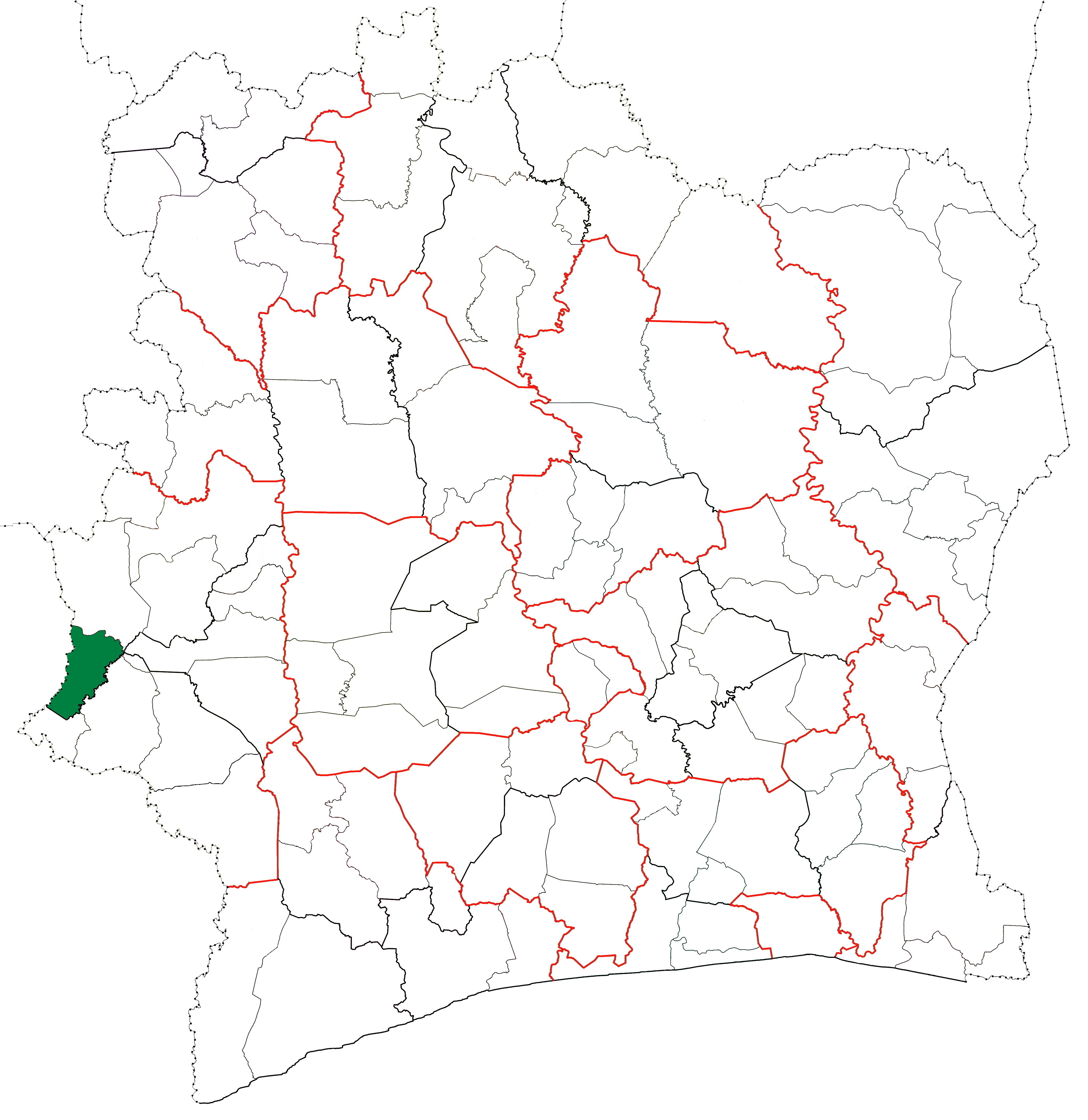

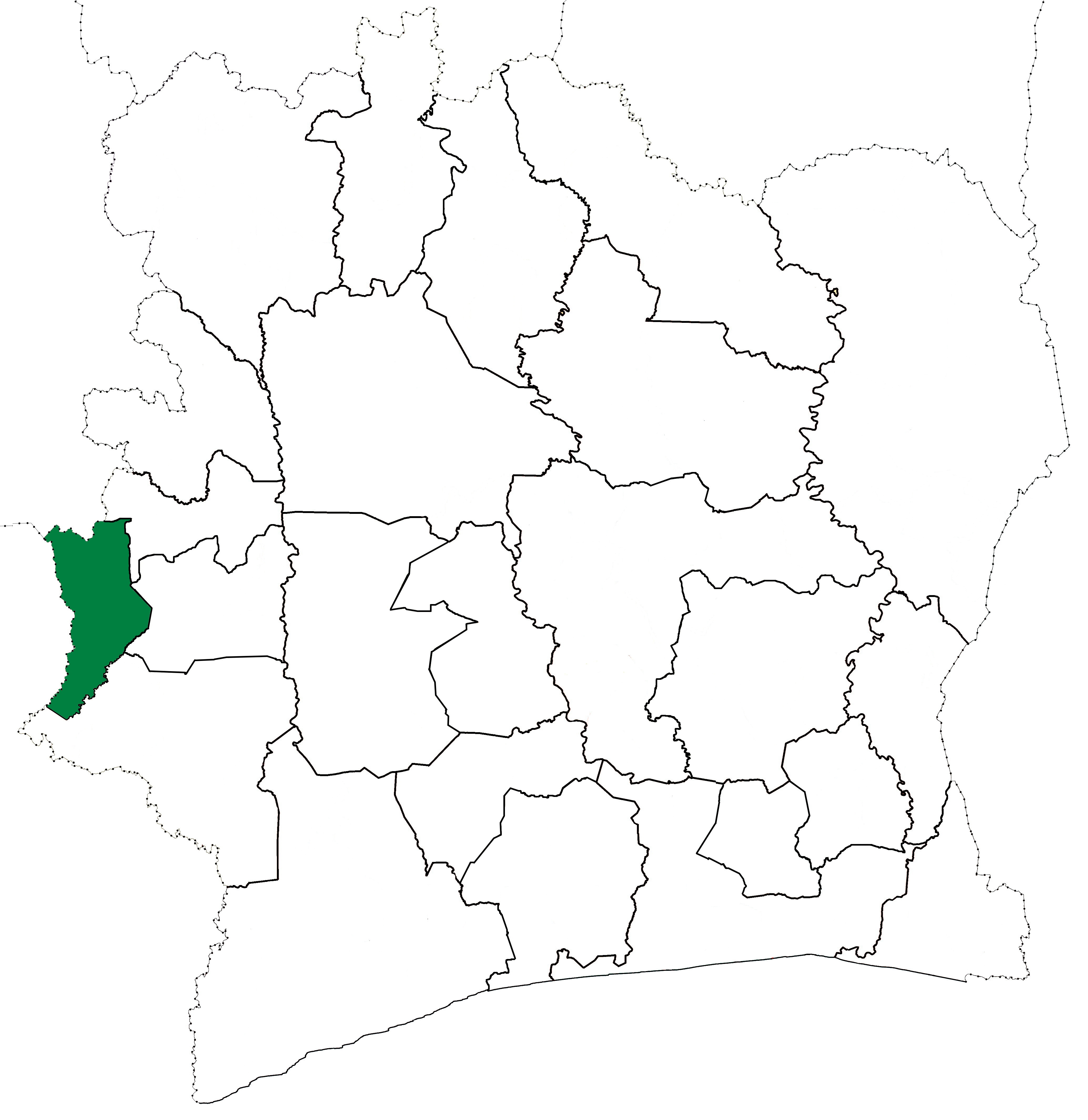
1969-1974年间的达纳内省，其中南半部分在2005年成为了祖安胡年省

祖安胡年省，是科特迪瓦的省份，位於該國西部山地區，由通克皮大區負責管轄，北面是達納內省，西邻利比里亚，成立於2005年，由原达纳内省拆分而来。首府为祖安胡年。2014年該省份人口195,082。

## 经济
该省的金矿业十分著名，科特迪瓦境内最古老的也是最大的的金矿伊蒂（Ity）金矿位于首府祖安胡年城区15公里处，1991年开始开采。祖安胡年省也是科特迪瓦最大的咖啡、可可和棕榈油生产地之一。